# 藤澤賴親
藤澤賴親（?—1582年），日本戰國時代至安土桃山時代的武將。藤澤氏是諏訪大社上社大祝家神氏諏訪氏的支流。父親是藤澤隆親。

## 生平
生年不詳。天文年間，甲斐國的武田氏正式侵攻信濃。天文9年（1540年），繼承家督的武田晴信（信玄）開始侵攻諏訪郡。天文11年（1542年），晴信與高遠城（現今長野縣伊那市）的高遠賴繼等人連結，攻滅諏訪宗家的諏訪賴重，不過晴信和賴繼因為爭奪諏訪的統治權而對立。此時，身為信濃國福與城（別稱箕輪城，現今長野縣上伊那郡箕輪町）城主，與賴繼和上伊那的春近眾等聯合，與武田氏敵對（『高白齋記』）。晴信在擁立賴重的遺兒寅王丸，以此集合諏訪一族。同年9月25日，在宮川之戰中擊敗高繼等人。26日，武田方的駒井高白齋侵攻上伊那，福與城被包圍。28日，向武田氏降伏。
天文13年（1545年），因為高繼的離間，背叛武田氏。10月29日，福與城再受攻擊。與在的妻兄兼信濃守護小笠原長時結盟，以抵抗武田軍。翌年4月，在高遠合戰後，武田氏攻略高遠城，並包圍福與城。同年6月10日，與武田氏達成和睦，接受武田一門眾的穴山信友、小山田信有、勝沼信友等人勸告，以弟弟權次郎為人質，向武田氏降伏，在生島足島神社寫下起請文，並加入信友之下。此後，通過穴山氏與武田氏連絡。天文17年（1549年），武田氏在上田原之戰敗北，於是與小笠原氏連結，再次背叛武田氏，不過通過信友向武田氏降服。
天文23年（1555年），與小笠原氏一同上洛，仕於三好長慶。在長慶死後，返回舊領箕輪，並建築田中城為居城。在武田勝賴、織田信長相繼滅亡後，天正10年（1582年），在天正壬午之亂中，打算投向北條氏直，不過被屬於德川家康的保科正直進攻，與兒子賴廣在田中城中一同自殺。

## 外部連結
- 武家家伝＿藤沢氏 （页面存档备份，存于）